# 胡斯卡尔
胡斯卡尔，是西班牙安达卢西亚自治区马拉加省的一个市镇。 总面积34平方公里，总人口223人（2001年），人口密度7人/平方公里。